# Alleanza 90
Alleanza 90 (in tedesco: Bündnis 90) è stata una coalizione di movimenti civici e gruppi di opposizione tedesca orientale, nata durante il periodo della riunificazione e della rivoluzione pacifica (Die Wende) nel febbraio 1990 e trasformatasi in partito politico nel settembre 1991. Nel maggio 1993 si fuse con Alleanza 90/I Verdi.

## Storia
Il 7 febbraio 1990 il Nuovo Forum, Iniziativa per la Pace e i Diritti Umani e Democrazia Adesso decisero di formare la lista civica Alleanza 90 in vista delle elezioni della Camera del popolo del 18 marzo 1990, le prime e ultime elezioni libere della Repubblica Democratica Tedesca. In tale occasione, la suddetta coalizione ottenne 12 seggi con il 2,9% dei voti. Il miglior risultato ottenuto da Alleanza 90 fu registrato nel distretto di Berlino, con il 6,3%; mentre negli altri distretti, tra cui quello di Neubrandenburg, i risultati variarono tra l'1,6%, mentre nel distretto di Potsdam ottenne il 3,8%. Otto membri del Partito dei Verdi nella RDT formarono successivamente il gruppo parlamentare Alleanza 90/I Verdi.
Alle elezioni parlamentari del 14 ottobre 1990, alleanze elettorali di diversa composizione ottennero un buon risultato, tant'è che diversi membri di queste vennero eletti in tutti i parlamenti distrettuali tedeschi orientali, ad eccezione del Meclemburgo-Pomerania Anteriore, dove il Nuovo Forum partecipò separatamente. Nel Brandeburgo i tre movimenti civici della lista Alleanza 90 si allearono con I Verdi, riscuotendo un grande successo. Sempre ivi, dal 1990 al 1994 Alleanza 90 fu membro della "coalizione semaforo", governando insieme al SPD e all'FDP.
Alle elezioni federali del 2 dicembre 1990, le prime della Germania riunificata, il 6,1% degli elettori della circoscrizione Est (1,2% a livello nazionale) votarono per la lista "Alleanza 90/I Verdi - Movimento dei Cittadini", che venne quindi eletta al Bundestag: Klaus-Dieter Feige, Ingrid Köppe, Gerd Poppe, Christina Schenk, Werner Schulz, Wolfgang Ullmann, Konrad Weiß e Vera Wollenberger. Feige e Wollenberger appartenevano al Partito dei Verdi nella RDT, mentre gli altri sei provenivano da altre formazioni civiche. Per via della fusione, Feige e Wollenberger passarono ai Verdi il giorno dopo. Il loro equipollente occidentale tuttavia non ottenne seggi in parlamento. Werner Schulz ricoprì l'incarico di portavoce del gruppo al Bundestag per l'intera legislatura.
Come partito, Alleanza 90 venne fondato il 21 settembre 1991, quando alcuni membri del Nuovo Forum, Democrazia Adesso e Iniziativa per la Pace ei Diritti Umani decisero di unirsi in qualità di movimenti per i diritti civili più importanti della RDT, secondo Der Spiegel. Il 14 maggio 1993 la fusione con il partito tedesco occidentale dei Verdi inglobò le rispettive precedenti formazioni a partire dalla fine del 1990, dando così origine al partito Alleanza 90/I Verdi.
Alla fusione con i Verdi si dichiarò contraria una parte di Alleanza 90 presente nel Brandeburgo, tra i cui membri figuravano Matthias Platzeck, Günter Nooke, Ute Platzeck, Peter Schüler, Manfred Kruczek e Gerd Gebhardt, i quali si distaccarono dalla linea ufficiale per fondare l'Alleanza dei Cittadini, con Günter Nooke, Matthias Platzeck e Wolfgang Pohl al suo vertice. Platzeck e Pohl si unirono al SPD rispettivamente nel 1995 e nel 1998, e Nooke alla CDU nel 1996.
In Sassonia Il partito Alleanza 90/I Verdi venne fondato il 27 settembre 1991, un anno e mezzo prima della fusione a livello federale.